# Thorsten Lipinski
Thorsten Lipinski (* 1969 in Unna) ist ein deutscher Fantasy- und Science-Fictionautor; er lebt seit 1991 in Brüssel.
Er hat Deutsch, Geschichte auf Deutsch und Flämisch im Lycée Français Jean Monnet von Brüssel unterrichtet.

## Werke
- Im Schatten des Hexenmeisters, Ueberreuter Verlag Wien 1998, ISBN 3-8000-2884-0
- Die Schwerter der Prophezeiung, Ueberreuter Verlag Wien, 1999
- Die Zeit des Träumers, Ueberreuter Verlag Wien, 2002
- „Kolonie – Aufbruch ins Ungewisse“, Tredition Verlag Hamburg, 2015